# تاونزویل
تاونزویل یا تانزویل 
(به انگلیسی استرالیایی: Townsville) بزرگترین شهر بندری در شمال شرقی قاره استرالیا و منسوب به پایتخت کوئینزلند شمالی می‌باشد. این شهر با دارا بودن جمعیتی حدود ۲۰۰٬۰۰۰ نفر یکی از مناطق جذاب برای جذب مهاجر و سرمایه بوده و یکی از بالاترین درصدهای رشد بین شهرهای استرالیا را به خود اختصاص داده‌است.

## تاریخچه
این منطقه گرچه به علت زمینهای حاصلخیز و منابع آبی از هزاران سال پیش زیستگاه بومیان استرالیایی بود اما اولین مستعمره نشین انگلیسی به نام تانزویل در سال ۱۸۶۶ (میلادی) بنیان گذاشته شد.

## اهمیت
این شهر بندری به علت موقعیت استراتژیک در کنار دریای مرجانی و اقیانوس آرام، پایگاه بزرگترین نیروی نظامی استرالیا و میزبان مراکز و دفاتر عمده اداری، دولتی و تجاری در شمال این کشور است. همچنین به علت مجاورت با دیواره بزرگ مرجانی استرالیا، جزیره مغناطیسی و نیز جنگل‌های گرمسیری کوئینزلند، مقصدی عمده برای جهانگردان است.

## دانشگاه
واحد مرکزی مجموعه دانشگاه‌های جیمزکوک در این شهر واقع است. این دانشگاه یکی از مشهورترین مراکز علمی جهان در مناطق حاره محسوب می‌شود.

## آب و هوا
این شهر باتوجه به اینکه بر کمربند استوایی زمین واقع شده و به علت مجاورت با دریای مرجانی و عبور رودخانه رآس از آن دارای آب و هوایی گرم و مرطوب در طول سال می‌باشد که با بارانهای شدید موسمی در تابستان همراه است.

## جذابیتهای گردشگری
- رآس ریور
- رآس کریک
- استرند استریت
- فلیندرز استریت
- کاسل هیلز
- داگلاس
- دیواره بزرگ مرجانی
- جزیره مغناطیسی
- جنگل‌های گرمسیری کوئینزلند

## نگارخانه

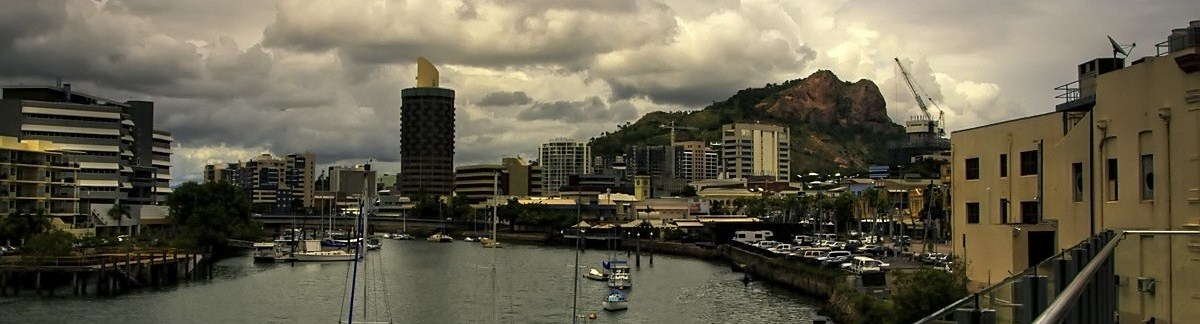

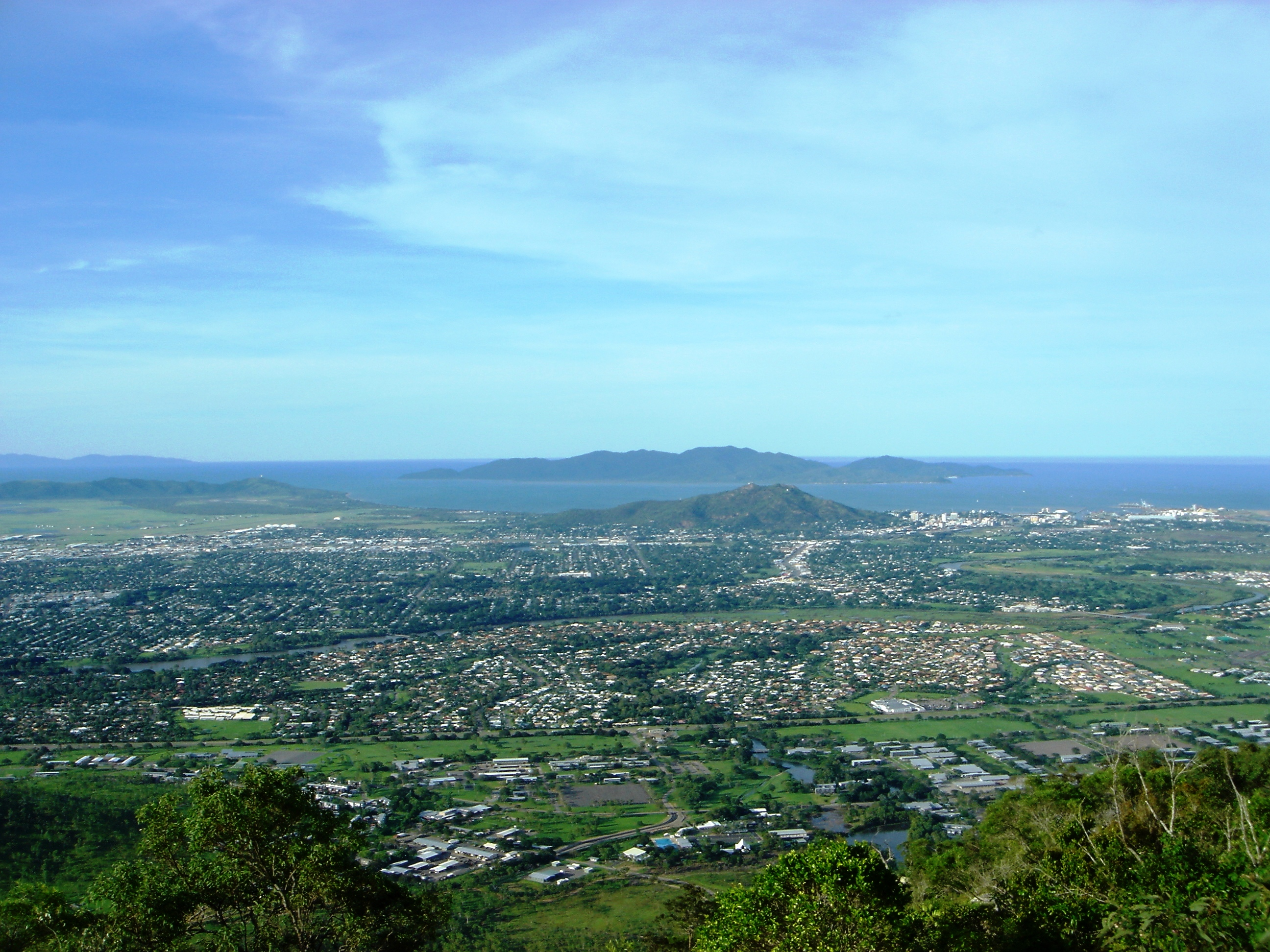
نمای تانزویل بر فراز مانت استوارت
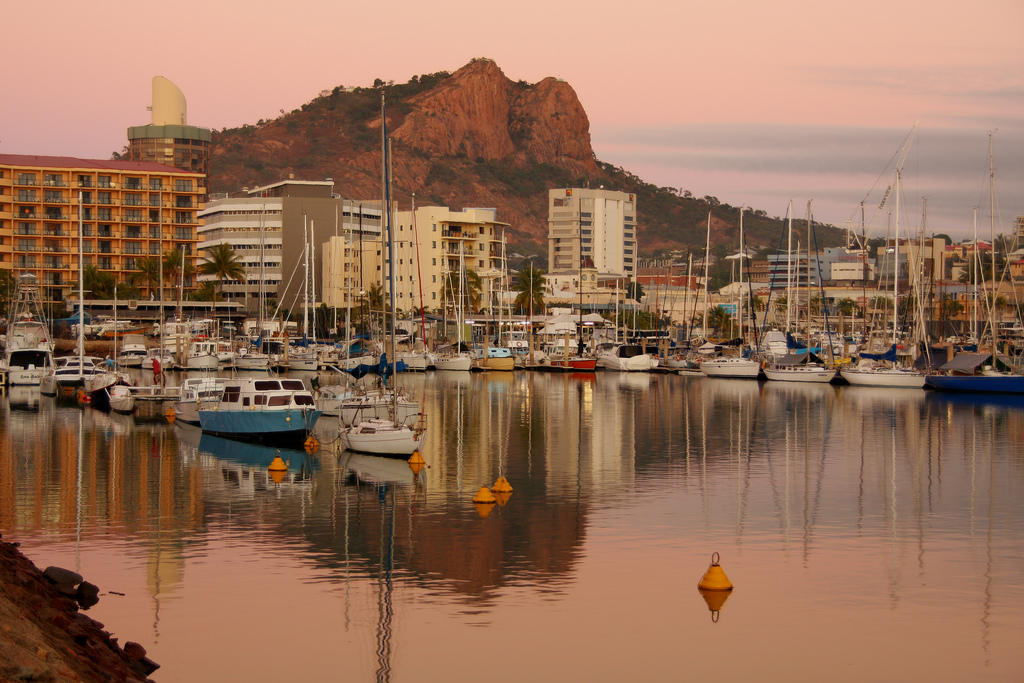
بندر تانزویل
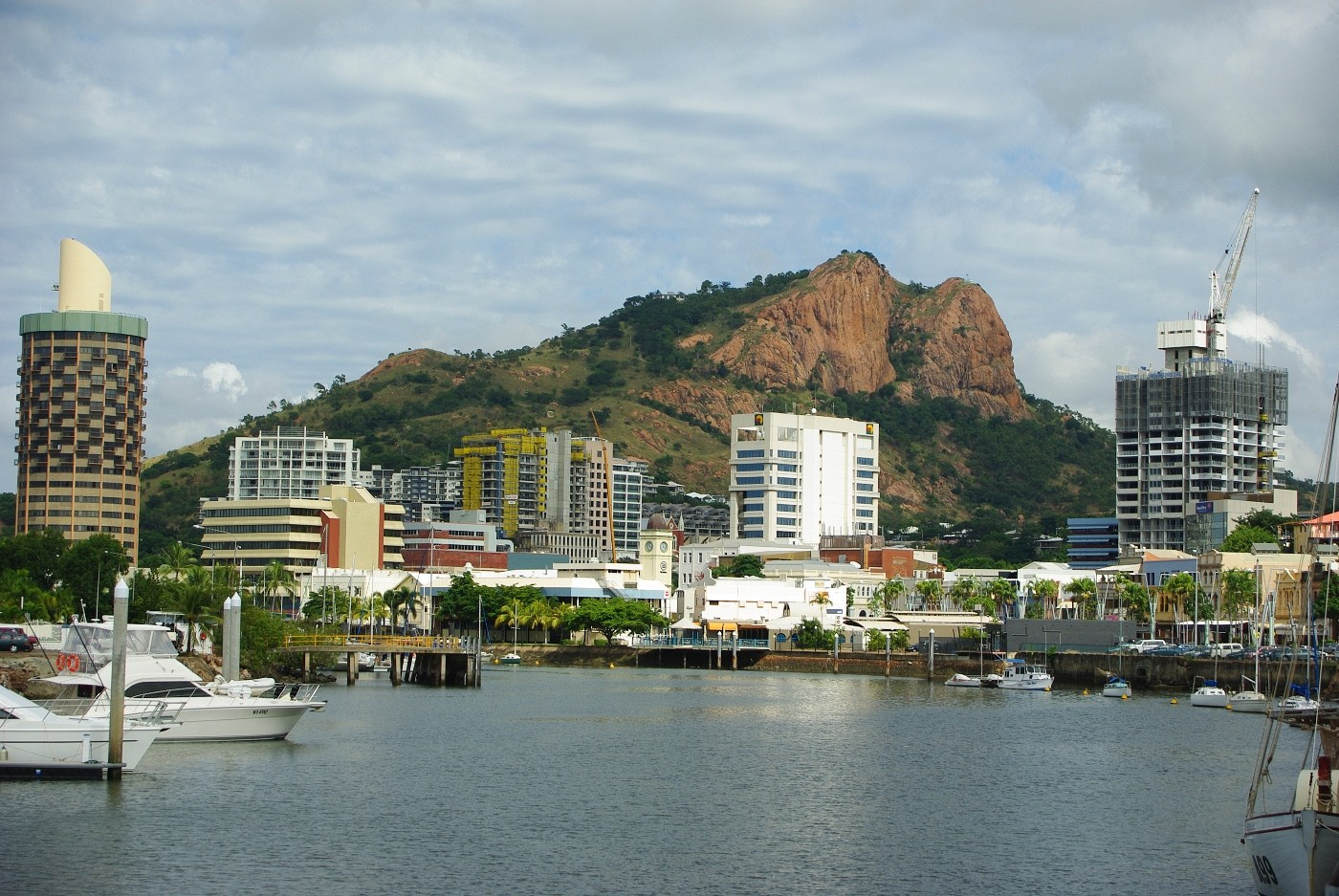